# Aleksander Trojanowski
Aleksander Trojanowski (ur. 1990 we Wrocławiu) – polski poeta i literaturoznawca.
Doktor nauk humanistycznych, asystent w Instytucie Filologii Romańskiej Uniwersytetu Wrocławskiego.
Dwukrotny laureat Nagrody Publiczności na Ogólnopolskim Konkursie Poetyckim im. Jacka Bierezina (2017, 2018), laureat Nagrody im. Mariana Redwana na Festiwalu „FAMA” 2016. Finalista 13 edycji Połowu Biura Literackiego. Wiersze publikował m.in. w „2Miesięczniku”, „Helikopterze” „Kontencie” i „Odrze”.
Autor książki poetyckiej „Parkingi podziemne jako miasta spotkań” (Biuro Literackie, 2020), za którą w 2021 roku otrzymał Wrocławską Nagrodę Poetycką Silesius w kategorii debiut roku. Za ten tom był również nominowany do Nagrody Literackiej Prezydenta Miasta Białegostoku im. Wiesława Kazaneckiego w kategorii najlepszy ogólnopolski poetycki debiut roku.